# Heiligtum der Diana Nemorensis

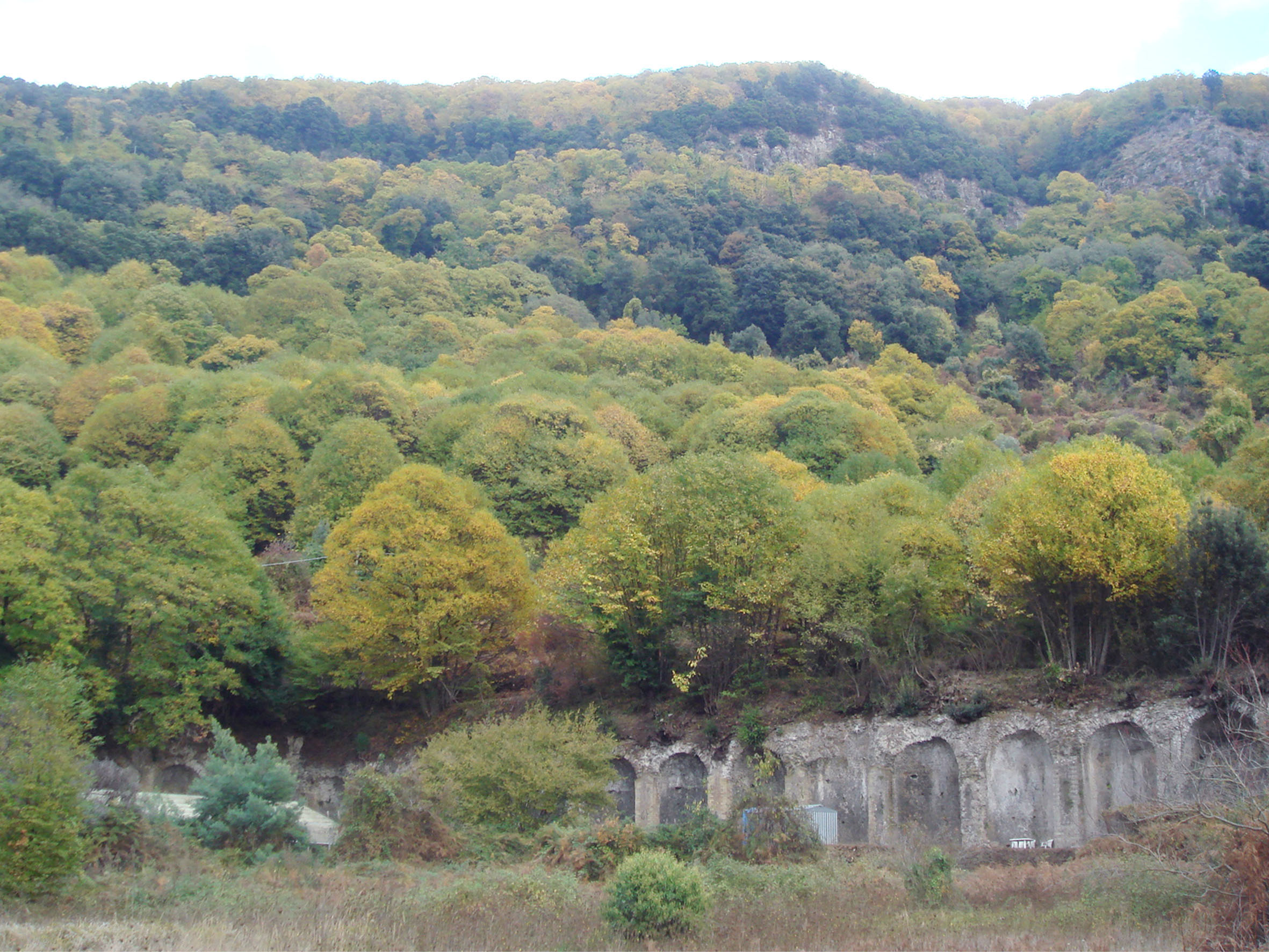
Ruinen des Heiligtums der Diana

Das Heiligtum der Diana Nemorensis ist eine archäologische Ausgrabungsstätte unterhalb des Ortes Nemi am Nemisee, 27 km südöstlich von Rom.
Nemi war in der Antike eine bedeutende Kultstätte. Die Legenden, die sich um diesen Kult ranken, bildeten den Anstoß für Sir James Frazers The Golden Bough (dt. „Der goldene Zweig“, 1890–1915), ein monumentales Werk zur Religions- und Mythentheorie. Der Name des Ortes leitet sich von dem lateinischen Namen des heiligen Hains, nemus Aricinum, ab; der zweite Namensbestandteil wurde namensgebend für den Nachbarort Ariccia.
Zentrum des Heiligtums war eine der Göttin Diana (gleichgesetzt der griechischen Göttin Artemis) geweihte Eiche, die von einem Priesterkönig, dem rex nemorensis, bewacht wurde. Dieser war ein entlaufener Sklave, der Tag und Nacht den Baum bewachte. Er hatte sein Amt so lange inne, bis es einem anderen Entlaufenen gelang, ihn zu töten, einen Ast von der Eiche zu brechen und so seinerseits dieses gefährliche Amt zu übernehmen. Dieser Umstand war für die Antike so unüblich, dass Frazer vermutete, der Kult könne aus vorgeschichtlicher Zeit stammen.
In römischer Zeit war die Legende verbreitet, der Hain von Nemi sei die Heimstatt der Nymphe Egeria, deren Obhut Diana ihren von den Toten erweckten Jagdgefährten Hippolytos anvertraute. Hippolytos, ein schöner Jüngling, hatte die Begehrlichkeit der Liebesgöttin Venus geweckt (die wiederum der griechischen Göttin Aphrodite entsprach). Hippolytos sah sich allerdings als Jünger der Diana der Jagd wie der Keuschheit verpflichtet und blieb gegenüber dem Liebeswerben der Venus standhaft. Diese sann auf Rache und verzauberte seine Stiefmutter Phädra dergestalt, dass sie für Hippolytos entflammte. Wiederum wies Hippolytos seine Verehrerin ab. Phädra schwärzte ihn daraufhin bei seinem Vater (und ihrem Gatten) Theseus an und behauptete, Hippolytos habe versucht, sie zu vergewaltigen, und beging sodann Selbstmord. Theseus wiederum verstieß seinen Sohn und bat Poseidon, Hippolytos zu töten. Der Meeresgott vollbrachte dies, indem er ein Seeungeheuer losließ, das Hippolytos' Streitwagen zu Fall brachte.
Diana wiederum wandte sich an Asklepios, der den Jüngling wieder zum Leben erweckte - nach göttlicher Auffassung ein Frevel, und aus Verärgerung darüber verbannte der Göttervater Jupiter Äskulap in den Hades. Damit Hippolytos nicht ähnliches widerfahre, versteckte Diana ihn bei ihrer Nymphe Egeria, gab ihm ein paar Altersfalten, damit er nicht allzu leicht zu erkennen sei, und umnebelte ihn zudem mit einer Wolke. Der auferstandene Hippolytos nahm den Namen Virbius an und zeugte mit Egeria einen Sohn, der ebenso genannt wurde. Virbius war neben Diana eine der in Nemi verehrten Gottheiten.
Für die Römer wurde der Hain bedeutsam, da der Zweig, den ihr sagenhafter Stammvater Aeneas auf Anweisung der Sibylle vor seinem Abstieg in den Hades pflückte, von der Eiche in Nemi gestammt haben soll.
Bei Ausgrabungen des Tempels der Diana durch Lord Savile 1885 wurden laut Frazer Votivgaben gefunden, die auf einen Fruchtbarkeitskult hindeuten - Frauen erbaten sich von der Göttin gesunden Nachwuchs. Offenbar gab es regelmäßig einen Fackelzug junger Frauen zum Tempel; Frazer vermutete, dass zudem Vestalinnen eine ewige Flamme hüteten.
Das Gelände der Ausgrabungen ist öffentlich nicht zugänglich.